# Кубо-де-ла-Солана
Кубо-де-ла-Солана (ісп. Cubo de la Solana) — муніципалітет в Іспанії, у складі автономної спільноти Кастилія-і-Леон, у провінції Сорія. Населення — 210 осіб (2010).
Муніципалітет розташований на відстані близько 170 км на північний схід від Мадрида, 18 км на південь від Сорії.
На території муніципалітету розташовані такі населені пункти: (дані про населення за 2010 рік)
- Альмарайль: 30 осіб
- Кубо-де-ла-Солана: 59 осіб
- Ітуеро: 40 осіб
- Лубія: 65 осіб
- Рабанера-дель-Кампо: 16 осіб
- Ріотуерто: 0 осіб

## Демографія
Динаміка населення (INE ):

## Галерея зображень

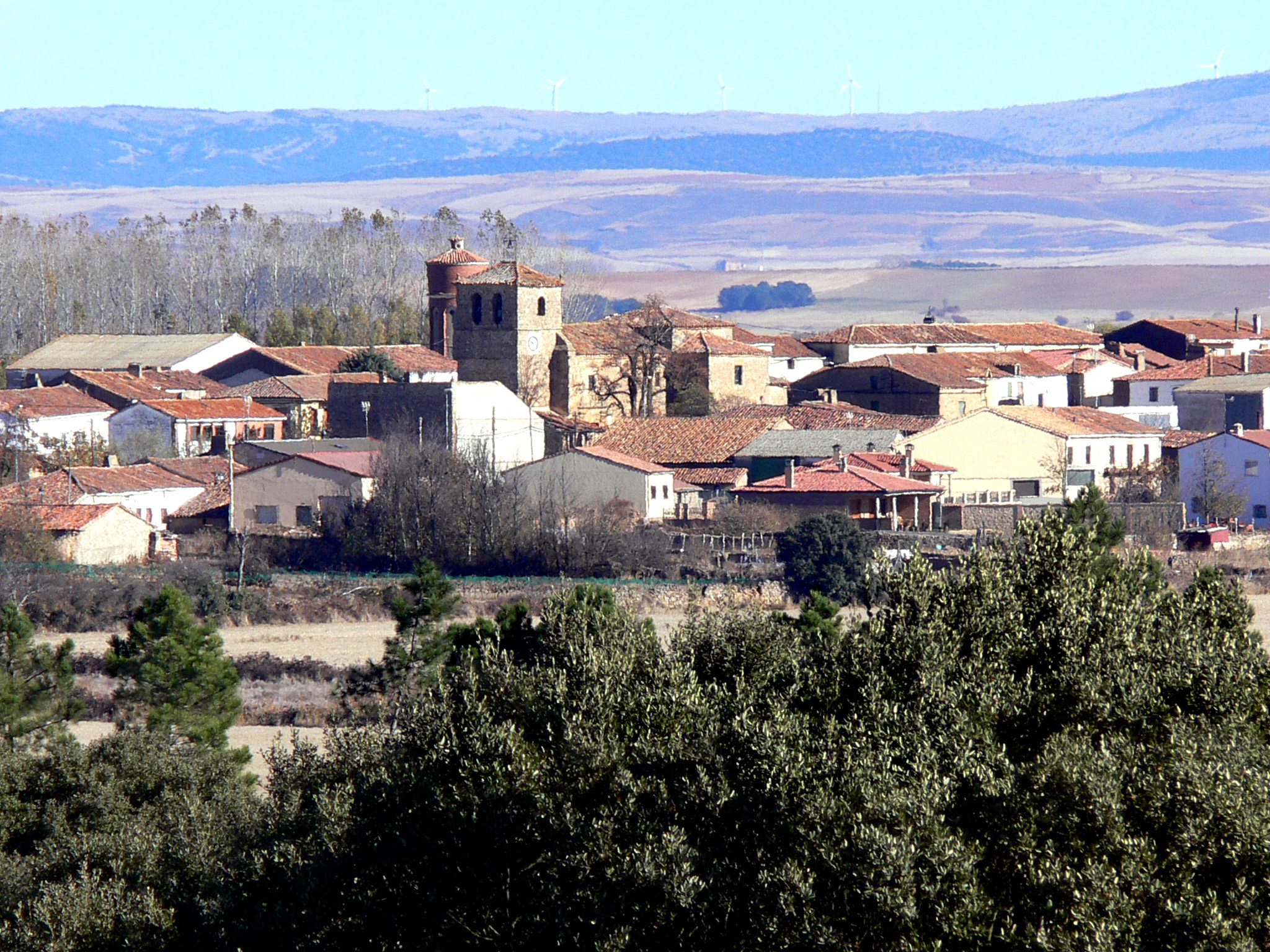
Панорама
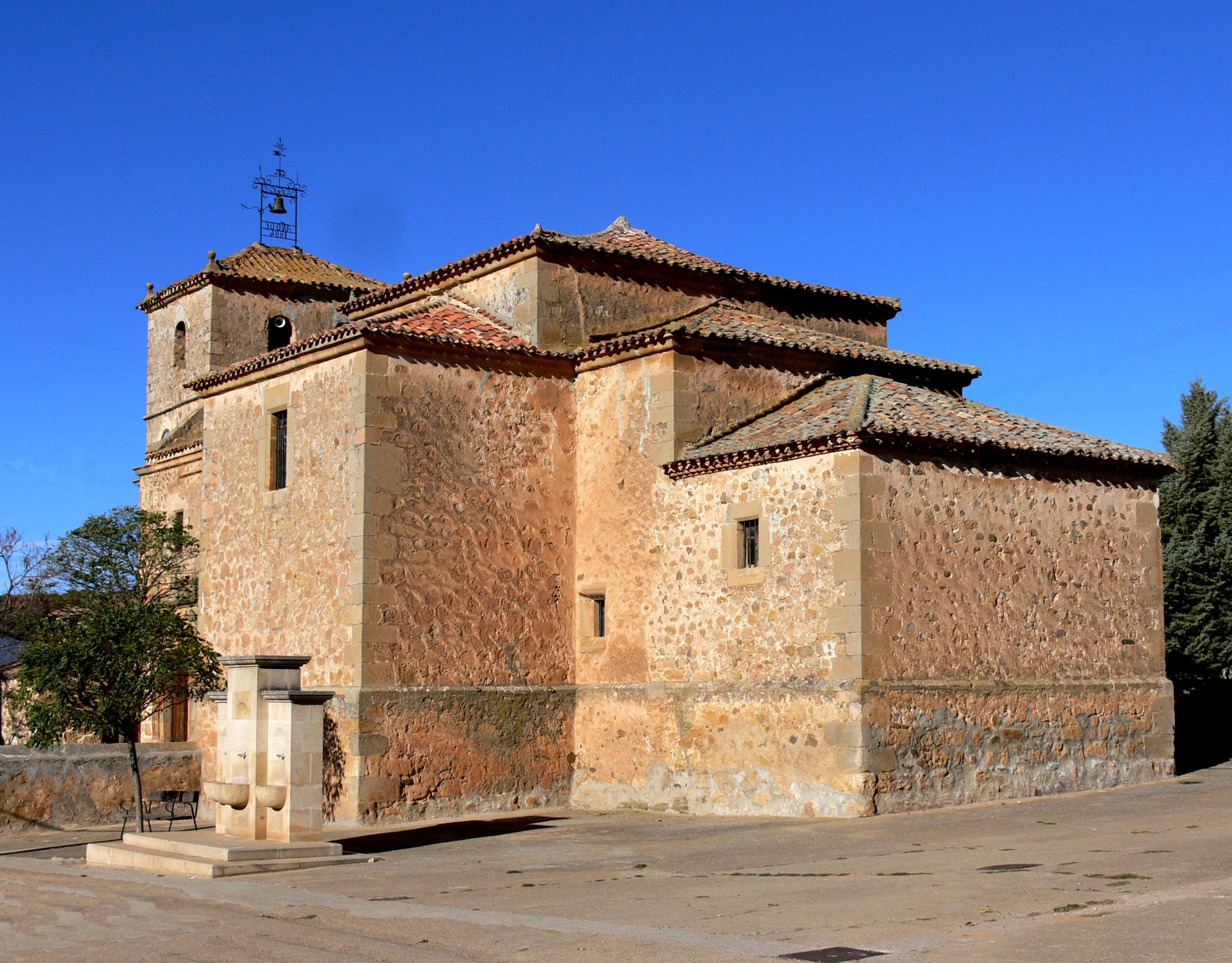
Церква Сан-Мартін
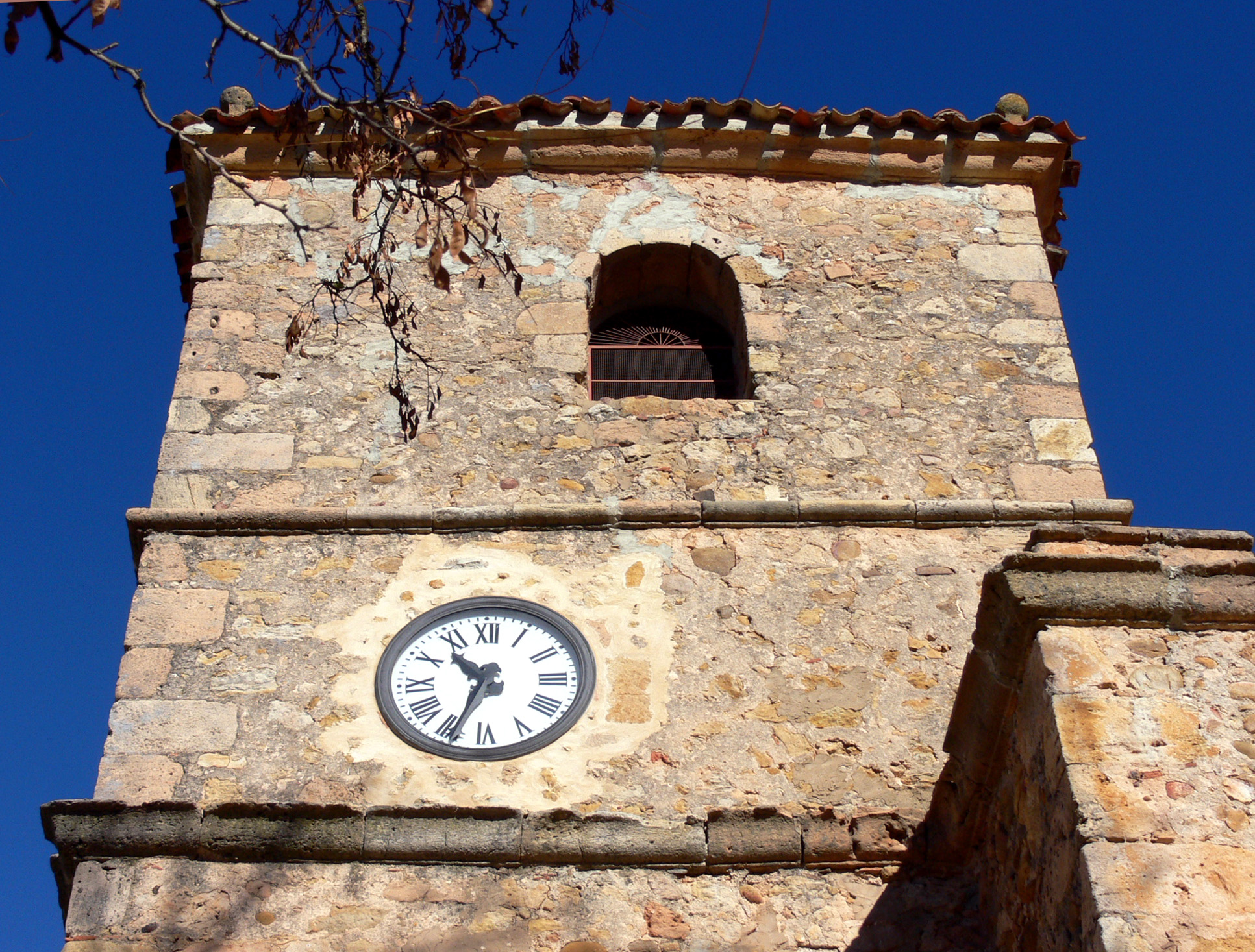
Дзвіниця церкви
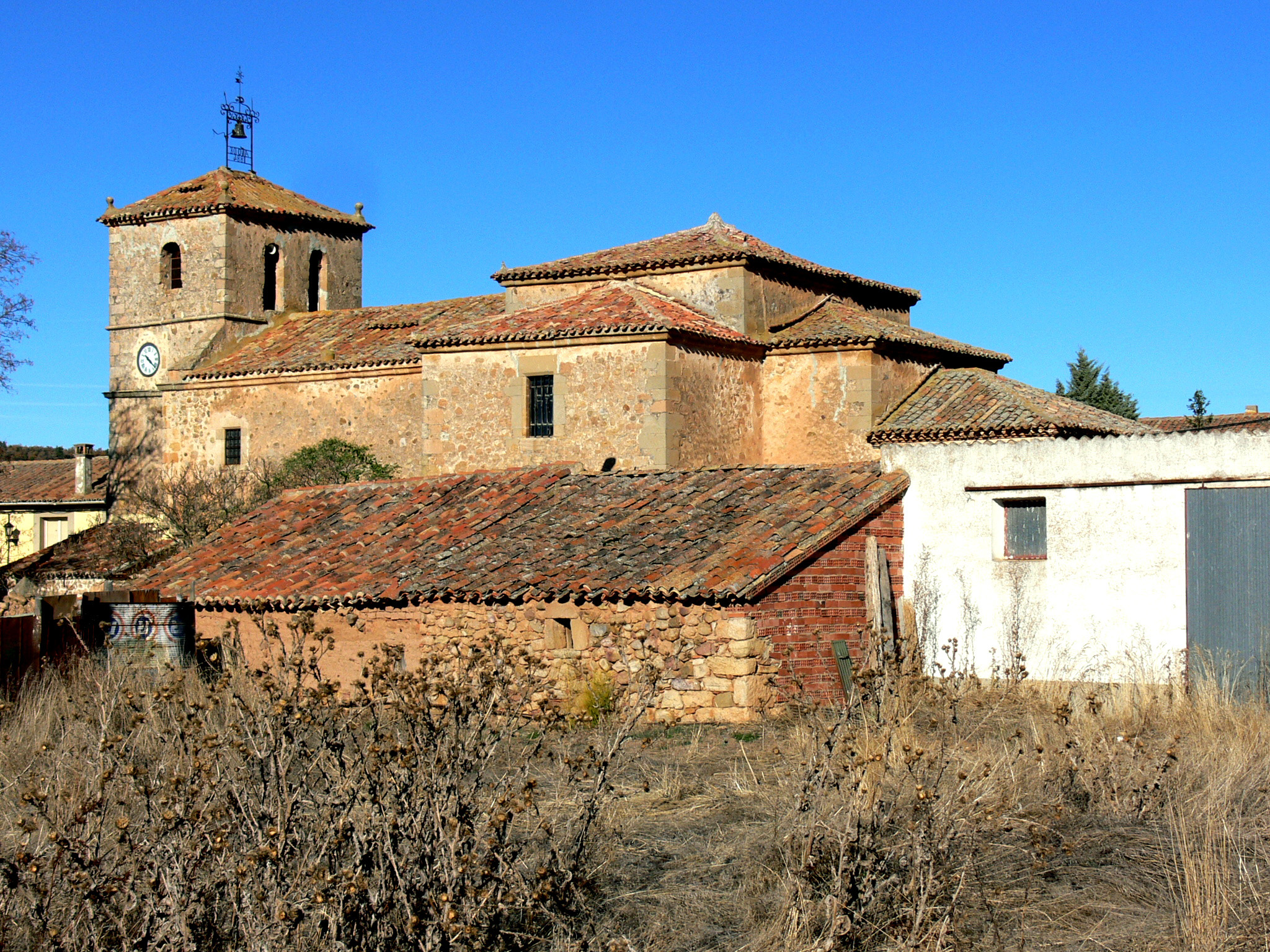
Церква Сан-Мартін
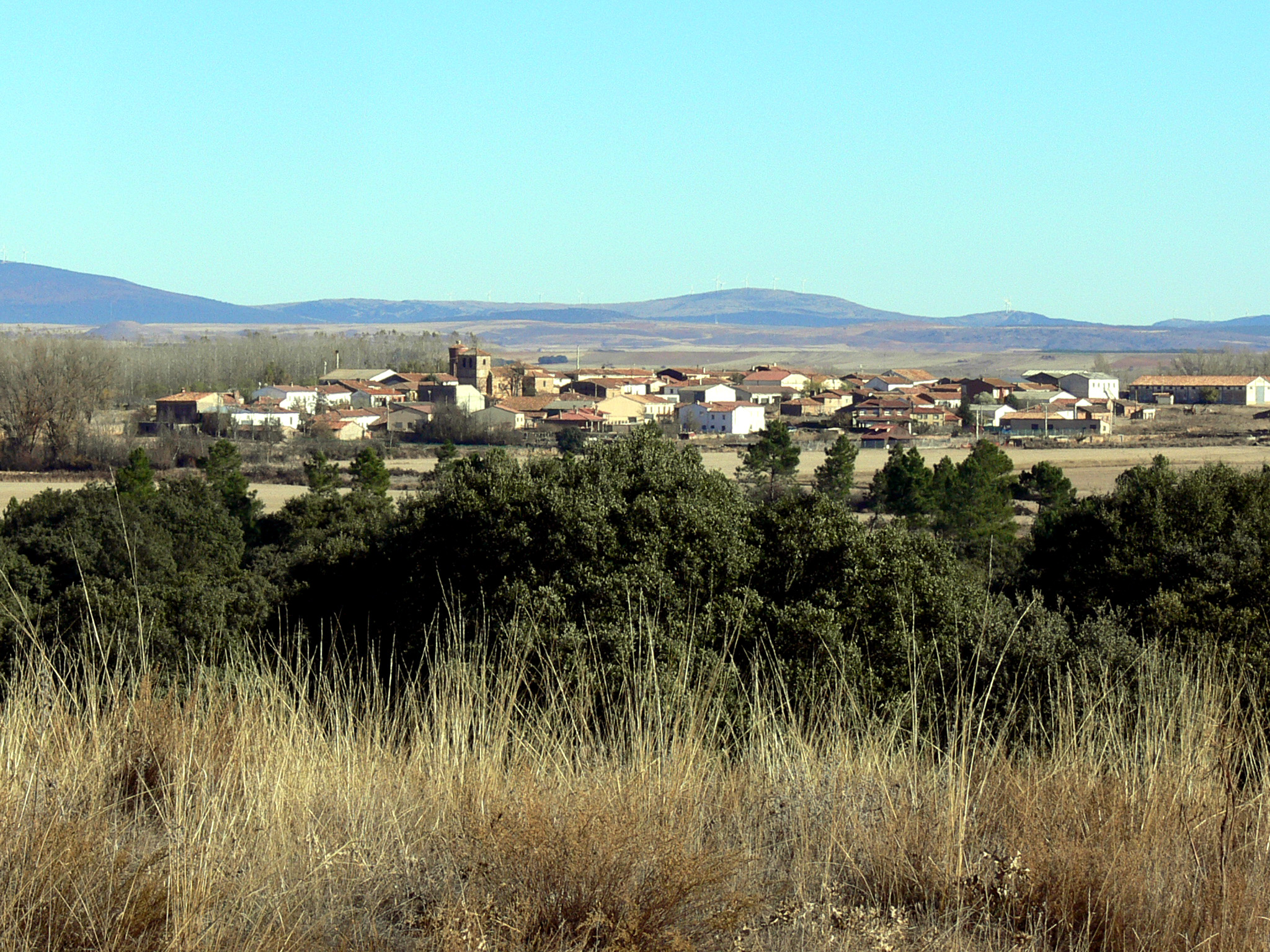
Панорама